# Герої Радянського Союзу — уродженці Кіровоградської області
У цьому списку представлені, по районах, Герої Радянського Союзу, які народились на території сучасної Кіровоградської області. Список містить інформацію про дату Указу про присвоєння звання, номер медалі «Золота Зірка» рід військ, посаду та військове звання на час присвоєння звання Героя Радянського Союзу, місце народження, роки життя (дата народження і дата смерті) та місце поховання.
| № п/п                     | Фото                                              | П. І. Б.                             | Дата Указу Номер нагороди             | Рід військ                 | Посада Звання                                     | Роки життя                        | Роки життя                              |
| ------------------------- | ------------------------------------------------- | ------------------------------------ | ------------------------------------- | -------------------------- | ------------------------------------------------- | --------------------------------- | --------------------------------------- |
| Бобринецький район:       |                                                   |                                      |                                       |                            |                                                   |                                   |                                         |
| 1                         | Герой Радянського Союзу                           | Індик Іван Степанович                | 20.04.1945                            | морська піхота             | стрілець, старшина II статті                      | нар. 1917 Витязівка               | пом. 26.03.1944 Миколаїв                |
| 2                         | Герой Радянського Союзу                           | Осадчий Денис Матвійович             | 28.04.1945                            | Піхота                     | командир бригади, полковник                       | нар. 25.10.1899 Витязівка         | пом. 14.10.1944 Сент-Петерсва, Угорщина |
| 3                         | Герой Радянського Союзу                           | Сербулов Володимир Федорович         | 13.09.1944                            | Піхота                     | командир роти, старший лейтенант                  | нар. 25.04.1921 Бобринець         | пом. ???? Луганськ                      |
| Вільшанський район:       |                                                   |                                      |                                       |                            |                                                   |                                   |                                         |
| 4                         | Герой Радянського Союзу                           | Балицький Леонід Маркович            | 10.01.1944                            | Бронетанкові війська       | механік-водій, старший сержант                    | нар. 25.05.1917 Бузникувате       | пом. 04.06.1990 Балта                   |
| 5                         |                                                   | Луценко Онуфрій Максимович           | 13.09.1944 № 4404                     | Піхота                     | командир полку, підполковник                      | нар. 25.06.1908 Сухий Ташлик      | пом. 19.03.1977 Черкаси                 |
| 6                         | Герой Радянського Союзу                           | Телішевський Михайло Захарович       | 24.08.1943                            | Авіація                    | заступник командира ескадрильї, капітан           | нар. 1915 Вовча Балка             | пом. 07.05.1943 Кубань                  |
| 7                         | Герой Радянського Союзу                           | Топольников Микола Микитович         | 17.11.1943 № 2174                     | Артилерія                  | командир взводу, лейтенант                        | нар. 01.12.1918 Калмазове         | пом. 21.04.1988 Підгородна              |
| Гайворонський район:      |                                                   |                                      |                                       |                            |                                                   |                                   |                                         |
| 8                         | Герой Радянського Союзу                           | Балицький Григорій Васильович        | 07.03.1943 № 974                      | Партизани і підпільники    | командир партизанського загону                    | нар. 12.03.1906 Берестяги         | пом. 06.12.1989 Кіровоград              |
| 9                         | Герой Радянського Союзу                           | Костюк Федір Семенович               | 31.05.1945                            | Бронетанкові війська       | командир роти, старший лейтенант                  | нар. 08.12.1922 Могильне          | Гайворон                                |
| 10                        | Герой Радянського Союзу                           | Осатюк Дмитро Іванович               | 10.02.1943 № 559                      | Бронетанкові війська       | командир роти, лейтенант                          | нар. 08.11.1917 Могильне          | пом. 25.05.1999 Кіровоград              |
| Голованівський район:     |                                                   |                                      |                                       |                            |                                                   |                                   |                                         |
| 11                        | Герой Радянського Союзу                           | Каневський Олександр Денисович       | 03.06.1944 № 3878                     | Бронетанкові війська       | командир взводу, молодший лейтенант               | нар. 27.08.1923 Маринопіль        | пом. 19.03.2005 Київ                    |
| 12                        | Герой Радянського Союзу                           | Лановенко Марко Трохимович           | 15.05.1946 № 9059                     | Авіація                    | командир ескадрильї, майор                        | нар. 30.03.1912 Надеждівка        | пом. 15.11.2005 Москва                  |
| Добровеличківський район: |                                                   |                                      |                                       |                            |                                                   |                                   |                                         |
| 13                        | Герой Радянського Союзу                           | Бондар Володимир Павлович            | 23.05.1945                            | Артилерія                  | командир гармати, старший сержант                 | нар. 13.07.1913 Богодарівка       | пом. 15.01.1992 Усть-Лабінськ           |
| 14                        | Герой Радянського Союзу                           | Іщенко Василь Каленикович            | 27.06.1945                            | Авіація                    | командир ескадрильї, майор                        | нар. 01.01.1919 Трояни            | пом. 03.07.2004 Москва                  |
| 15                        | Герой Радянського Союзу                           | Лев Борис Давидович                  | 16.10.1943 № 1237                     | Піхота                     | командир полку, підполковник                      | нар. 17.04.1911 Тишківка          | пом. 01.11.1971 Москва                  |
| 16                        | Герой Радянського Союзу                           | Мацієвич Василь Антонович            | 14.02.1943 № 560                      | Авіація                    | командир ескадрильї, капітан                      | нар. 13.04.1913 Піщаний Брід      | пом. 06.09.1981 Ленінград               |
| 17                        | Герой Радянського Союзу                           | Усенко Іван Романович                | 27.06.1945 № 5903                     | Піхота                     | командир розрахунку, молодший сержант             | нар. 24.01.1924 Тишківка          | пом. 1998 Кіровоград                    |
| 18                        | Герой Радянського Союзу                           | Шемендюк Петро Семенович             | 24.08.1943 № 1745                     | Авіація                    | заступник командира ескадрильї, старший лейтенант | нар. 29.06.1916 Липняжка          | пом. 19.07.2001 Херсон                  |
| Долинський район:         |                                                   |                                      |                                       |                            |                                                   |                                   |                                         |
| 19                        | Герой Радянського Союзу                           | Задорожний Михайло Гнатович          | 15.05.1946 №                          | Артилерія                  | командир дивізіону, капітан                       | нар. 01.08.1920 Порфирівка        | пом. 28.01.2004 Дніпропетровськ         |
| 20                        | Герой Радянського Союзу                           | Іванченко Андрій Федорович           | 29.06.1945                            | Артилерія                  | командир взводу, старший лейтенант                | нар. 15.07.1904 Долинська         | пом. 06.03.1945 Яко, Угорщина           |
| 21                        | Герой Радянського Союзу                           | Лядський Тимофій Сергійович          | 23.02.1945 № 2286                     | Авіація                    | командир ескадрильї, гвардії капітан              | нар. 28.02.1913 Долинська         | пом. 19.03.1995 Вітебськ                |
| 22                        | Герой Радянського Союзу                           | Олексієнко Олександр Минович         | 24.03.1945 № 7247                     | Піхота                     | командир розрахунку, старший сержант              | нар. 15.03.1924 Суходільське      | пом. 05.12.1945 Кривий Ріг              |
| 23                        | Герой Радянського Союзу                           | Шевченко Іван Маркович               | 27.06.1945 № 7822                     | Піхота                     | командир відділення, сержант                      | нар. 07.07.1924 Лаврівка          | пом. .2006 Кривий Ріг                   |
| Знам'янський район:       |                                                   |                                      |                                       |                            |                                                   |                                   |                                         |
| 24                        | Герой Радянського Союзу                           | Ананьєв Іван Федорович               | 24.03.1945                            | Піхота                     | кулеметник, рядовий                               | нар. 1910 Знам'янка               | пом. 21.11.1944 Батина, Угорщина        |
| 25                        | Герой Радянського Союзу                           | Гуренко Кузьма Йосипович             | 24.03.1945                            | Піхота                     | стрілець, єфрейтор                                | нар. 1909 Дмитрівка               | пом. 21.08.1944 Єрмоклія, Молдова       |
| 26                        | Герой Радянського Союзу                           | Євплов Іван Гаврилович               | 31.05.1945 №                          | Піхота                     | командир батальйону, майор                        | нар. 16.05.1920 Дмитрівка         | Ростов-на-Дону                          |
| 27                        | Герой Радянського Союзу                           | Кива Олексій Минович                 | 07.04.1940 № 505                      | Піхота                     | політрук                                          | нар. 23.03.1915 Мошорине          | пом. 25.03.1945 Сак, Угорщина           |
| 28                        | Герой Радянського Союзу                           | Кобець Федір Семенович               | 28.04.1943 № 1085                     | Бронетанкові війська       | командир роти, старший лейтенант                  | нар. 17.12.1913 Мошорине          | пом. 03.05.1986 Москва                  |
| 29                        | Герой Радянського Союзу                           | Крюченко Володимир Пилипович         | 10.04.1945 №                          | Піхота                     | кулеметник, рядовий                               | нар. 07.01.1926 Трепівка          | пом. 11.11.1993 Київ                    |
| 30                        | Герой Радянського Союзу                           | Лінник Павло Дмитрович               | 20.06.1942                            | Піхота                     | розвідник, єфрейтор                               | нар. 1916 Макариха                | пом. 19.01.1944 Веселий Кут             |
| 31                        | Герой Радянського Союзу                           | Маляренко Михайло Софронович         | 15.05.1946 № 8981                     | Артилерія                  | навідник, рядовий                                 | нар. 30.09.1918 Мошорине          | пом. 13.09.1985 Сочі                    |
| 32                        |                                                   | Осадчий Олександр Петрович           | 27.06.1945 № 6598                     | Авіація                    | командир дивізії, генерал-майор                   | нар. 09.06.1907 Знам'янка         | пом. 03.03.1981 Київ                    |
| 33                        | Герой Радянського Союзу                           | Філоненко Петро Євдокимович          | 10.01.1944 №                          | Інженерні війська          | заступник командира батальйону, капітан           | нар. 1912 Знам'янка               | пом. 10.04.1971 Кишинів                 |
| Кіровоградський район:    |                                                   |                                      |                                       |                            |                                                   |                                   |                                         |
| 34                        | Герой Радянського Союзу                           | Аристархов Дмитро Аврамович          | 24.03.1945 № 6439                     | Піхота                     | командир взводу, старший лейтенант                | нар. 10.11.1923 Аджамка           | Нижній Новгород                         |
| 35                        | Герой Радянського Союзу                           | Галушкін Василь Максимович           | 17.10.1943 № 1553                     | Піхота                     | стрілець, рядовий                                 | нар. 08.03.1925 Зінов'євськ       | пом. 05.01.1979 Кіровоград              |
| 36                        | Герой Радянського Союзу                           | Говоров Федір Іванович               | 09.02.1944                            | Піхота                     | командир взводу, старший лейтенант                | нар. 24.06.1919 Підгайці          | пом. 23.10.1943 Чернігів                |
| 37                        | Герой Радянського Союзу                           | Гончар Григорій Мойсейович           | 10.04.1945 № 7279                     | Піхота                     | командир роти, старший лейтенант                  | нар. 31.05.1916 Єлисаветград      | пом. 17.12.1998 Івано-Франківськ        |
| 38                        | Герой Радянського Союзу                           | Коваль Іван Іванович                 | 15.01.1940 № 206                      | Бронетанкові війська       | командир танка, лейтенант                         | нар. 27.05.1910 Лелеківка         | пом. 23.12.1996 Кіровоград              |
| 39                        | Герой Радянського Союзу                           | Куроп'ятников Григорій Олександрович | 24.07.1943 № 1050                     | ВМФ СРСР                   | командир відділення, старшина II статті           | нар. 24.01.1921 Єлисаветград      | пом. 26.02.1982 Кіровоград              |
| 40                        |                                                   | Литвинов Микола Юхимович             | 17.10.1943 № 8268                     | Артилерія                  | командир взводу, молодший лейтенант               | нар. 1917 Підгайці                | пом. 30.08.1977 Кіровоград              |
| 41                        | Герой Радянського Союзу                           | Луньов Павло Федорович               | 22.07.1943 № 3749                     | Артилерія                  | командир батареї, старший лейтенант               | нар. 08.08.1918 Завадівка         | пом. ???? Кишинів                       |
| 42                        | Герой Радянського Союзу                           | Маринський Іван Антонович            | 29.06.1945 №                          | Піхота                     | командир відділення, старший сержант              | нар. 29.07.1912 Аджамка           | пом. 14.05.1992 Аджамка                 |
| 43                        | Герой Радянського Союзу                           | Перекрестов Григорій Никифорович     | 08.09.1945 № 6151                     | Генералітет                | командир корпусу, генерал-майор                   | нар. 17.01.1904 Масляниківка      | пом. 13.07.1992 Воронеж                 |
| 44                        | Герой Радянського Союзу                           | Повіренний Олександр Васильович      | 20.12.1943 №                          | Артилерія                  | навідник, сержант                                 | нар. 25.08.1919 Кропивницький     | пом. 14.10.1981 Оренбург                |
| 45                        | Герой Радянського Союзу                           | Таран Григорій Олексійович           | 05.11.1944 № 4511                     | Авіація                    | командир полку, капітан                           | нар. 18.10.1912 Підгайці          | пом. 11.11.1948 Москва                  |
| 46                        | Герой Радянського Союзу                           | Фісанович Ізраїль Ілліч              | 03.04.1942 № 658                      | ВМФ СРСР                   | командир підводного човна, капітан-лейтенант      | нар. 23.11.1914 Єлисаветград      | пом. 19.09.1944 Північне море           |
| Компаніївський район:     |                                                   |                                      |                                       |                            |                                                   |                                   |                                         |
| 47                        | Герой Радянського Союзу                           | Берестовенко Михайло Порфирович      | 21.07.1944 № 3821                     | Піхота                     | командир взводу, лейтенант                        | нар. 19.10.1921 Бузова            | пом. 05.07.1979 Вільнюс                 |
| Маловисківський район:    |                                                   |                                      |                                       |                            |                                                   |                                   |                                         |
| 48                        | Герой Радянського Союзу                           | Велигін Петро Володимирович          | 16.05.1944                            | Інженерні війська          | сапер, рядовий                                    | нар. 1923 Злинка                  | пом. 13.04.1944 Геройське               |
| 49                        | Герой Радянського Союзу                           | Жердій Євген Миколайович             | 05.11.1942                            | Авіація                    | командир ланки, лейтенант                         | нар. 05.04.1918 Велика Виска      | пом. 14.06.1942 Моначинівка             |
| 50                        | Герой Радянського Союзу                           | Науменко Степан Іванович             | 12.05.1951 № 6634                     | Авіація                    | заступник командира ескадрильї, майор             | нар. 07.01.1920 Злинка            | пом. 20.11.2004 Подольськ               |
| 51                        | Герой Радянського Союзу                           | Орлов Олександр Гнатович             | 31.05.1945 № 6707                     | Артилерія                  | командир батареї, старший лейтенант               | нар. 26.05.1918 Велика Виска      | пом. 26.03.1994 Бєлгород                |
| 52                        | Герой Радянського Союзу                           | Сухомлин Іван Мусійович              | 26.04.1971 № 11400                    | Авіація                    | льотчик-випробувач, полковник                     | нар. 19.05.1911 Мала Виска        | пом. 28.08.1993 Роднікі                 |
| Новгородківський район:   |                                                   |                                      |                                       |                            |                                                   |                                   |                                         |
| 53                        | Герой Радянського Союзу                           | Кобилянський Іван Олександрович      | 27.03.1942 № 645                      | Авіація                    | стрілець-бомбардир, сержант                       | нар. 04.07.1921 Верблюжка         | пом. 22.04.1945 Краків                  |
| 54                        | Герой Радянського Союзу                           | Кравцов Іван Савелійович             | 22.07.1944 № 4018                     | Авіація                    | командир ланки, старший лейтенант                 | нар. 19.02.1914 Новгородка        | пом. 29.01.2005 Геленджик               |
| 55                        | Герой Радянського Союзу                           | Кравченко Володимир Ілліч            | 27.02.1945 № 5764                     | Бронетанкові війська       | командир взводу, лейтенант                        | нар. 05.03.1920 Новомиколаївка    | пом. 13.05.2011 Дубна                   |
| 56                        | Герой Радянського Союзу                           | Невпряга Микола Тимофійович          | 24.03.1945 № 4879                     | Піхота                     | командир відділення, рядовий                      | нар. 25.12.1925 Новгородка        | Новомосковськ                           |
| 57                        | Герой Радянського Союзу                           | Семенов Дмитро Іванович              | 24.03.1945 № 4749                     | Артилерія                  | командир дивізіону, майор                         | нар. 21.10.1913 Новгородка        | пом. 06.05.2006 Кіровоград              |
| 58                        | Герой Радянського Союзу                           | Труд Андрій Іванович                 | 13.04.1944 № 4090                     | Авіація                    | заступник командира ескадрильї, лейтенант         | нар. 20.08.1921 Інгуло-Кам'янка   | пом. 27.07.1999 Суми                    |
| 59                        | Герой Радянського Союзу                           | Уманський Терентій Хомич             | 29.10.1943 № 1860                     | Піхота                     | командир дивізії, полковник                       | нар. 23.12.1906 Верблюжка         | пом. 17.03.1992 Київ                    |
| Новоархангельський район: |                                                   |                                      |                                       |                            |                                                   |                                   |                                         |
| 60                        | Герой Радянського Союзу                           | Вербовський Іван Устимович           | 27.06.1945 № 8696                     | Повітряно-десантні війська | санінструктор, старшина                           | нар. 07.11.1910 Іванівка          | пом. 12.10.1978 Тирасполь               |
| 61                        | Герой Радянського Союзу                           | Гришко Павло Савич                   | 28.04.1945                            | Піхота                     | командир взводу, лейтенант                        | нар. 22.12.1916 Небелівка         | пом. 14.12.1944 Алаг, Угорщина          |
| 62                        | Герой Радянського Союзу                           | Крамаренко Андрій Макарович          | 10.04.1945 №                          | Піхота                     | командир роти, старший лейтенант                  | нар. 16.05.1918 Кам'янече         | пом. 30.04.1965 Київ                    |
| 63                        | Герой Радянського Союзу                           | Сливка Антон Романович               | 04.02.1944 № 3128                     | Авіація                    | командир ланки, старший лейтенант                 | нар. 09.08.1918 Підвисоке         | пом. 01.11.1992 Москва                  |
| Новомиргородський район:  |                                                   |                                      |                                       |                            |                                                   |                                   |                                         |
| 64                        | Герой Радянського Союзу                           | Ковачевич Аркадій Федорович          | 01.05.1943 № 956                      | Авіація                    | командир ескадрильї, старший лейтенант            | нар. 03.05.1919 Новомиргород      | пом. 28.11.2010 Моніно                  |
| 65                        | Герой Радянського Союзу                           | Кочерга Павло Євтихійович            | 13.11.1943 № 2246                     | Піхота                     | командир роти, лейтенант                          | нар. 28.03.1911 Миколаївка        | пом. 21.11.1982 Нововознесенка          |
| 66                        | Герой Радянського Союзу                           | Ткаченко Василь Іванович             | 27.06.1945 №                          | Піхота                     | командир батальйону, капітан                      | нар. 10.07.1921 Бровкове          | пом. 19.06.1996 Ленінград               |
| 67                        | Герой Радянського Союзу                           | Тургель Михайло Миколайович          | 19.03.1944 № 2259                     | Піхота                     | ад'ютант батальйону, старший лейтенант            | нар. 05.12.1909 Новомиргород      | пом. 20.03.1975 Ленінград               |
| 68                        |                                                   | Шаповалов Опанас Опанасович          | 31.05.1945 №                          | Артилерія                  | командир полку, підполковник                      | нар. 05.05.1908 Новомиргород      | пом. 27.09.1978 Харків                  |
| Новоукраїнський район:    |                                                   |                                      |                                       |                            |                                                   |                                   |                                         |
| 69                        | Герой Радянського Союзу                           | Байбаренко Григорій Миколайович      | 29.10.1943 № 2008                     | Інженерні війська          | командир відділення, старший сержант              | нар. 03.05.1919 Ганнівка          | пом. 28.04.1996 Черкаси                 |
| 70                        | Герой Радянського Союзу                           | Іщенко Іван Митрофанович             | 22.07.1944 № 4136                     | Піхота                     | командир відділення, сержант                      | нар. 20.05.1912 Новоподимка       | пом. 17.01.1979 Уфа                     |
| 71                        | Герой Радянського Союзу                           | Колісниченко Василь Єфремович        | 14.02.1943                            | Авіація                    | пілот, молодший лейтенант                         | нар. 04.04.1915 Кропивницьке      | пом. 01.07.1942 Воронеж                 |
| 72                        | Герой Радянського Союзу                           | Кувіка Іван Іванович                 | 15.01.1944 № 2932                     | Інженерні війська          | інженер полку, капітан                            | нар. 21.05.1919 Рівне             | пом. 02.05.1982 Ленінград               |
| 73                        | Герой Радянського Союзу                           | Різниченко Семен Федорович           | 24.03.1945                            | Піхота                     | командир полку, підполковник                      | нар. 1911 Новомиколаївка          | пом. 07.12.1944 Кишинів                 |
| 74                        | Герой Радянського Союзу                           | Тарасенко Іван Іванович              | 31.03.1943                            | Піхота                     | стрілець, рядовий                                 | нар. 27.09.1923 Іванівка          | пом. 15.01.1943 Красновка               |
| 75                        |                                                   | Ткаченко Володимир Матвійович        | 06.04.1945 № 5174                     | Генералітет                | заступник командуючого армією, генерал-майор      | нар. 02.01.1903 Помічна           | пом. 13.05.1983 Київ                    |
| 76                        | Герой Радянського Союзу                           | Філіпенко Леонід Миколайович         | 19.04.1945 №                          | Піхота                     | командир батальйону, капітан                      | нар. 05.03.1914 Варварівка        | пом. 27.01.2012 Вітебськ                |
| 77                        | Герой Радянського Союзу                           | Чорноморець Володимир Данилович      | 15.01.1944                            | Піхота                     | розвідник, рядовий                                | нар. 1924 Караказелівка           | пом. 30.11.1943 Автюцевичі              |
| Олександрівський район:   |                                                   |                                      |                                       |                            |                                                   |                                   |                                         |
| 78                        | Герой Радянського Союзу                           | Антонов Антон Антонович              | 13.09.1944                            | Піхота                     | кулеметник, рядовий                               | нар. 1919 Родниківка              | пом. 13.04.1944 Ташлик                  |
| 79                        | Герой Радянського Союзу                           | Євтушенко Никифор Тимофійович        | 19.08.1944 № 4098                     | Авіація                    | штурман полку, капітан                            | нар. 07.02.1917 Стара Осота       | пом. 05.09.2002 Москва                  |
| 80                        | Герой Радянського Союзу                           | Корнер Віктор Дмитрович              | 14.09.1945 № 7128                     | ВМФ СРСР                   | командир монітора, капітан III рангу              | нар. 20.01.1912 Івангород         | пом. 12.05.1984 Санкт-Петербург         |
| 81                        | Герой Радянського Союзу                           | Німенко Степан Олексійович           | 18.08.1945 №                          | Авіація                    | заступник командира полку, майор                  | нар. 19.12.1911 Красносілля       | пом. 11.06.1983 Тамбов                  |
| 82                        | Герой Радянського Союзу                           | Павловський Федір Кирилович          | 15.01.1944                            | Піхота                     | комсорг батальйону, лейтенант                     | нар. 02.03.1921 Соснівка          | пом. 06.10.1943 Комарин                 |
| 83                        | Герой Радянського Союзу                           | Цупренков Степан Григорович          | 15.05.1946 № 8248                     | Бронетанкові війська       | командир взводу, лейтенант                        | нар. 14.11.1922 Кримки            | пом. 24.04.1991 Харків                  |
| Олександрійський район:   |                                                   |                                      |                                       |                            |                                                   |                                   |                                         |
| 84                        | Герой Радянського Союзу                           | Балаханов Дмитро Олександрович       | 26.01.1940                            | Піхота                     | комісар полку, батальйонний комісар               | нар. 07.11.1904 Нова Прага        | пом. 12.12.1939 Салвоярве               |
| 85                        | Герой Радянського Союзу                           | Барвінський Олексій Дмитрович        | 24.12.1943 № 4224                     | Артилерія                  | командир взводу, лейтенант                        | нар. 04.04.1924 Занфірівка        | пом. 14.07.1999 Ялта                    |
| 86                        | Герой Радянського Союзу                           | Бондаренко Іван Максимович           | 24.03.1945 №                          | Піхота                     | командир батальйону, капітан                      | нар. 30.03.1918 Нова Прага        | Дніпропетровськ                         |
| 87                        | Герой Радянського Союзу                           | Горобець Степан Христофорович        | 05.05.1942                            | Бронетанкові війська       | командир танка, молодший лейтенант                | нар. 08.02.1913 Долинське         | пом. 08.02.1942 Братково                |
| 88                        | Герой Радянського Союзу                           | Дидишко Олександр Іванович           | 11.04.1940 №                          | Артилерія                  | командир дивізіону, капітан                       | нар. 01.07.1911 Попельнасте       | пом. 05.02.1944 Городок                 |
| 89                        |                                                   | Єдкін Віктор Дмитрович               | 18.08.1945 №                          | Авіація                    | штурман полку, майор                              | нар. 21.06.1919 Олександрія       | пом. 17.05.1993 Одеса                   |
| 90                        | Герой Радянського Союзу                           | Жежеря Олександр Юхимович            | 18.08.1945                            | Піхота                     | командир розрахунку, сержант                      | нар. 30.05.1910 Олександрівка     | пом. 13.08.1944 Канемлоти, Польща       |
| 91                        |                                                   | Захарченко Михайло Дмитрович         | 18.08.1945 № 8644                     | Авіація                    | командир полку, підполковник                      | нар. 13.11.1910 Ялинівка          | пом. 24.04.1983 Київ                    |
| 92                        | Герой Радянського Союзу                           | Калиниченко Григорій Мартинович      | 16.10.1943                            | Піхота                     | командир роти, лейтенант                          | нар. 13.03.1903 Попельнасте       | пом. 30.09.1943 Оташів                  |
| 93                        | Герой Радянського Союзу · Герой Радянського Союзу | Кошовий Петро Кирилович              | 16.05.1944 № 3598 19.04.1945 № 43/II  | Генералітет                | командир корпусу, генерал-майор                   | нар. 21.12.1904 Олександрія       | пом. 30.08.1976 Москва                  |
| 94                        | Герой Радянського Союзу                           | Очеретько Іван Данилович             | 29.10.1943 №                          | Піхота                     | командир роти, старший лейтенант                  | нар. 15.09.1908 Попельнасте       | пом. 01.02.1989 Олександрія             |
| 95                        | Герой Радянського Союзу · Герой Радянського Союзу | Попов Леонід Іванович                | 11.10.1980 № 11446 22.05.1981 № ??/II | Авіація                    | льотчик-космонавт, підполковник                   | нар. 31.08.1945 Олександрія       | Москва                                  |
| 96                        | Герой Радянського Союзу                           | Турчин Василь Федорович              | 31.05.1945 №                          | Кавалерія                  | командир розрахунку, сержант                      | нар. 05.07.1922 Нова Прага        | пом. 03.11.1980 Калінінград             |
| 97                        | Герой Радянського Союзу                           | Чередниченко Іван Антонович          | 15.05.1946                            | Піхота                     | заступник командира полку, майор                  | нар. 10.09.1910 Піщаний Брід      | пом. 27.03.1945 Штаргард                |
| 98                        | Герой Радянського Союзу                           | Якименко Іван Родіонович             | 24.03.1945 №                          | Піхота                     | командир батальйону, капітан                      | нар. 13.03.1903 Куколівка         | пом. 07.09.1971 Куколівка               |
| Онуфріївський район:      |                                                   |                                      |                                       |                            |                                                   |                                   |                                         |
| 99                        | Герой Радянського Союзу                           | Гаврилов Кузьма Антонович            | 10.01.1944 № 3579                     | Війська зв'язку            | телефоніст, рядовий                               | нар. 05.09.1922 Зибкове           | пом. 11.09.1997 Нижній Новгород         |
| 100                       | Герой Радянського Союзу                           | Овчаренко Іван Тихонович             | 10.01.1944                            | Піхота                     | командир батальйону, капітан                      | нар. 29.12.1909 Калачівка         | пом. 21.10.1943 Київська область        |
| 101                       | Герой Радянського Союзу                           | Онопа Микола Савелійович             | 29.06.1945 № 4972                     | Піхота                     | помічник командира взводу, старшина               | нар. 18.11.1913 Василівка         | пом. 17.02.1962 Павлиш                  |
| 102                       | Герой Радянського Союзу                           | Пасічник Артем Спиридонович          | 07.04.1940                            | Авіація                    | комісар ескадрильї, старший політрук              | нар. 31.12.1914 Байдакове         | пом. 11.03.1940 Горєлово                |
| 103                       | Герой Радянського Союзу                           | Шашло Тимофій Максимович             | 20.11.1941 № 562                      | Бронетанкові війська       | командир танка, старший сержант                   | нар. 21.02.1915 Куцеволівка       | пом. 22.10.1989 Київ                    |
| Петрівський район:        |                                                   |                                      |                                       |                            |                                                   |                                   |                                         |
| 104                       | Герой Радянського Союзу                           | Булда Степан Костянтинович           | 13.09.1944 №                          | Піхота                     | кулеметник, рядовий                               | нар. 1912 Вовчанка                | пом. 21.11.1965 Кривий Ріг              |
| 105                       | Герой Радянського Союзу                           | Галуган Олексій Іванович             | 10.04.1945 № 8613                     | Піхота                     | командир роти, старший лейтенант                  | нар. 21.03.1912 Баштине           | пом. 01.11.1948 Київ                    |
| 106                       | Герой Радянського Союзу                           | Дригін Василь Михайлович             | 24.05.1943 № 997                      | Авіація                    | льотчик, капітан                                  | нар. 08.03.1921 Чечеліївка        | пом. 03.09.2009 Ростов-на-Дону          |
| 107                       | Герой Радянського Союзу                           | Онищенко Григорій Харлампійович      | 16.10.1943 № 1174                     | Артилерія                  | навідник гармати, молодший сержант                | нар. 22.08.1913 Ганнівка          | пом. 17.05.1945 Ганнівка                |
| 108                       | Герой Радянського Союзу                           | Погорілий Семен Олексійович          | 27.02.1945 №                          | Бронетанкові війська       | командир взводу, лейтенант                        | нар. 15.02.1915 Новий Стародуб    | пом. 10.03.1945 Альтдам                 |
| 109                       | Герой Радянського Союзу                           | Ткаченко Платон Петрович             | 27.12.1941 № 574                      | Бронетанкові війська       | командир танка, молодший сержант                  | нар. 1915 Федорівка               | пом. 10.06.1944 Санкт-Петербург         |
| 110                       | Герой Радянського Союзу                           | Щур Феодосій Андрійович              | 22.02.1944 №                          | Піхота                     | помічник командира взводу, старшина               | нар. 1915 Малинівка               | пом. 17.04.1954 Копєйськ                |
| Світловодський район:     |                                                   |                                      |                                       |                            |                                                   |                                   |                                         |
| 111                       | Герой Радянського Союзу                           | Дикий Михайло Прокопович             | 01.05.1943 № 909                      | Авіація                    | начальник повітряно-стрілецької служби, капітан   | нар. 12.08.1917 Велика Андрусівка | пом. 30.03.1967 Вінниця                 |
| 112                       | Герой Радянського Союзу                           | Конько Іван Кузьмич                  | 13.09.1944                            | Піхота                     | командир взводу, лейтенант                        | нар. 1919 Світловодськ            | пом. 09.04.1944 Кадниця                 |
| 113                       | Герой Радянського Союзу                           | Панченко Олексій Якович              | 29.10.1943                            | Піхота                     | стрілець, рядовий                                 | нар. 23.03.1907 Калантаїв         | пом. 15.10.1943 Гута-Межигірська        |
| 114                       | Герой Радянського Союзу                           | Цимбал Андрій Калинович              | 02.05.1945 № 7495                     | Партизани і підпільники    | командир батальйону, старший лейтенант            | нар. 13.12.1916 Світловодськ      | пом. 23.03.2006 Світловодськ            |
| Ульяновський район:       |                                                   |                                      |                                       |                            |                                                   |                                   |                                         |
| 115                       | Герой Радянського Союзу                           | Кулик Йосип Опанасович               | 23.09.1944 №                          | Інженерні війська          | командир роти, старший лейтенант                  | нар. 08.03.1912 Йосипівка         | пом. .1998 Йошкар-Ола                   |
| 116                       | Герой Радянського Союзу                           | Маніта Архип Самійлович              | 31.05.1945                            | Піхота                     | командир відділення, сержант                      | нар. 14.10.1922 Лозувата          | пом. 23.04.1945 Берлін                  |
| 117                       | Герой Радянського Союзу                           | Охман Микола Петрович                | 06.04.1945 № 5861                     | Піхота                     | командир бригади, полковник                       | нар. 22.12.1908 Великі Трояни     | пом. 03.06.1977 Волгоград               |
| 118                       | Герой Радянського Союзу                           | Поворознюк Іван Семенович            | 03.06.1944                            | Бронетанкові війська       | командир взвода, старший лейтенант                | нар. 1920 Великі Трояни           | пом. 07.08.1943 Веселухи                |
| 119                       | Герой Радянського Союзу                           | Червоній Логвин Данилович            | 06.04.1945 № 4808                     | Генералітет                | командир дивізії, генерал-майор                   | нар. 16.10.1902 Грушка            | пом. 29.01.1980 Запоріжжя               |
| 120                       | Герой Радянського Союзу                           | Яремчук Дмитро Онуфрійович           | 24.03.1945 № 5018                     | Бронетанкові війська       | командир роти, лейтенант                          | нар. 06.11.1914 Станіславове      | пом. 22.08.1955 Воронеж                 |
| Устинівський район:       |                                                   |                                      |                                       |                            |                                                   |                                   |                                         |
| 121                       | Герой Радянського Союзу                           | Кияшко Віктор Іванович               | 10.04.1945 №                          | Артилерія                  | заступник навідника, сержант                      | нар. 22.04.1920 Устинівка         | пом. 16.04.1945 Вроцлав                 |
| 122                       | Герой Радянського Союзу · Герой Радянського Союзу | Мазуренко Олексій Юхимович           | 23.10.1942 № 750 05.11.1944 № 33/II   | Авіація                    | командир полку, підполковник                      | нар. 20.06.1917 Ленінка           | пом. 11.03.2004 Санкт-Петербург         |